# Setocerura rubenota
Setocerura rubenota är en urinsektsart som först beskrevs av John Tenison Salmon 1941.  Setocerura rubenota ingår i släktet Setocerura och familjen Isotomidae. Inga underarter finns listade i Catalogue of Life.